# Santa Llúcia de la Vileta
Santa Llúcia de la Vileta és una església romànica de la caseria de la Vileta, pertanyent a la parròquia de Claramunt, del municipi de Tremp (Pallars Jussà).
L'església és d'una nau, coberta amb volta de canó reforçada per dos arcs torals que arrenquen de pilastres adossades al mur. La capçalera original ha desaparegut i ha estat substituïda per una testera plana. És possible que originalment tingués un absis semicircular del qual només es conserva l'arc presbiteral. La porta original estava situada al mur nord i era d'arc de mig punt però actualment està tapiada i queda amagada per un cor que es va afegir posteriorment. Actualment, la porta d'entrada es troba a la façana de ponent i és d'arc de mig punt; en aquest mateix mur també s'hi troba una finestra d'una sola esqueixada.
L'aparell constructiu és format per carreus de pedra de diferents dimensions però disposats en filades regulars. L'interior està arrebossat i decorat amb pintures murals.
El lloc de la Vileta apareix esmentat l'any 1241 per la venda d'uns alous allà a favor del monestir de Sant Pere de Tercui, però no es té cap notícia històrica d'aquesta església.